# Polon (szybowiec)
Polon – polski szybowiec amatorski, skonstruowany w dwudziestoleciu międzywojennym.

## Historia
Porucznik pilot Alojzy Błażyński w warsztatach 3 pułku lotniczego w Poznaniu zbudował szybowiec „Polon” własnej konstrukcji. Szybowiec nie miał lotek, lecz był wyposażony w skrętne końcówki skrzydeł. To rozwiązanie powodowało, że pilot musiał przykładać duże siły na drążku sterowym co utrudniało sterowanie. 
Szybowiec wziął udział w I Konkursie Ślizgowców w Białce koło Nowego Targu rozgrywanym od 23 sierpnia do 13 września 1923 roku, pilotował go konstruktor. 28 sierpnia szybowiec wykonał pierwszy lot trwający 8 sekund. Podczas tego lotu doszło do wypadku, w wyniku którego uszkodzone zostało podwozia, przód kadłuba i lotki, lecz szybowiec udało się szybko wyremontować. „Polon” wykonał podczas konkursu jeszcze trzy loty w dniu 6 września. Pierwszy trwał 43 sekundy, w drugim szybowiec utrzymał się w powietrzu przez 49 sekundy. Podczas ostatniego startu szybowiec, na skutek błędu osób naciągających liny gumowe, uderzył skrzydłem w głowę osobę z obsługi startowej, następnie zawadził skrzydłem o ziemię i skapotował. Widzowi ani pilotowi nic się nie stało. Szybowiec uzyskał w konkursie V nagrodę, ale nie zdecydowano się na jego naprawę, chociaż uważano go za najpoważniejszego rywala zwycięskiego SL-1 Akar.

## Konstrukcja
Jednomiejscowy szybowiec w układzie górnopłatu o konstrukcji drewnianej.
Kadłub o przekroju prostokątnym, kratownicowy, usztywniony naciągami z drutu, czteropdłużnicowy, kryty sklejką w przedniej części a w tylnej płótnem. Kabina pilota otwarta, bez wiatrochronu, wyposażona w drążek i orczyk.
Podwozie dwukołowe osadzone na osi przechodzącej przez kadłub, amortyzowane sznurem gumowym również umieszczonym wewnątrz kadłuba. Na końcu kadłuba znajdowała się płoza ogonowa.
Płat o obrysie prostokątnym, dwudźwigarowy, kryty płótnem, ze skrętnymi końcówkami, służącymi zamiast lotek. Było usztywnione naciągami z drutu mocowanymi do przedniej części kadłuba.
Usterzenie krzyżowe, statecznik pionowy wykonany jako integralna część kadłuba. Ster wysokości dwudzielny z rogowym odciążeniem aerodynamicznym. Napęd sterów linkowy.

## Malowanie
Kadłub był pomalowany na kolor czerwony z białym napisem „Polon” umieszczonym w przedniej części kadłuba. Powierzchnie kryte płótnem (skrzydła i usterzenie) były cellonowane.